# Polregio
A Przewozy Regionalne (korábban PKP Przewozy Regionalne) (szabad fordításban regionális szállítás) egy lengyelországi vasúttársaság, amely a helyi és regionális utasforgalomban vesz részt.

## Vonatok
- Regio (R) – helyi vonat, minden megállóban megáll, csak másodosztályú kocsikkal közlekedik.
- REGIOplus – gyorsított helyi vonat, csak másodosztályú kocsikkal közlekedik, csak a fontosabb megállókban áll meg.
- InterREGIO (IR) – régiók közötti gyorsvonat, 2015 óta csak Łódź–Varsó és Ełk–Hrodna között közlekedik.
- REGIOekspres (RE) – gyorsvonat, csak a nagyobb megállókban áll meg, első osztályú kocsikat is továbbít. Jelenleg Drezdába és Frankfurtba közlekedik és a DB Regio üzemelteti ezeket a vonatokat.

## Galéria

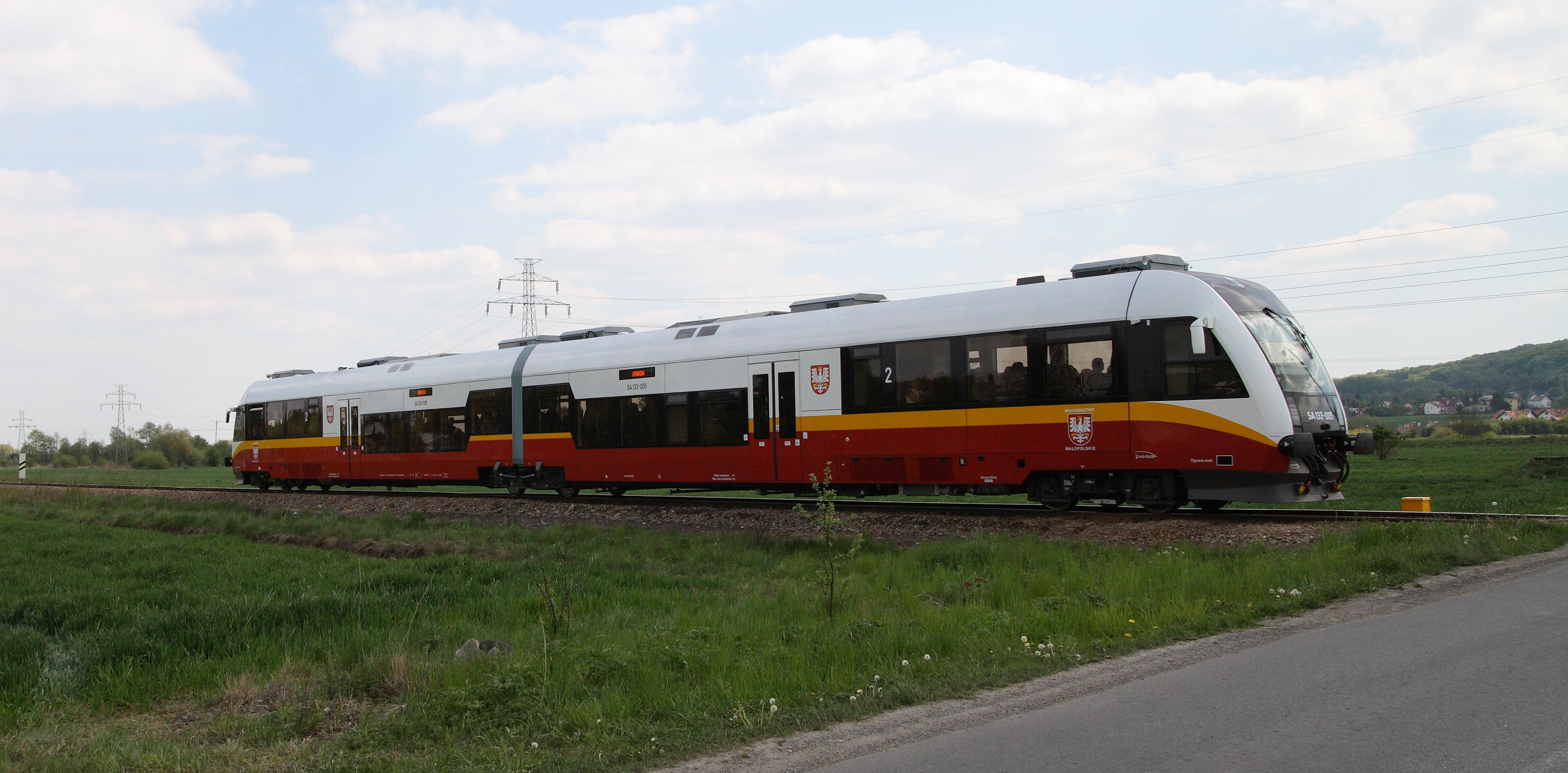
Balice Ekspres vonat halad a krakkói nemzetközi repülőtér felé
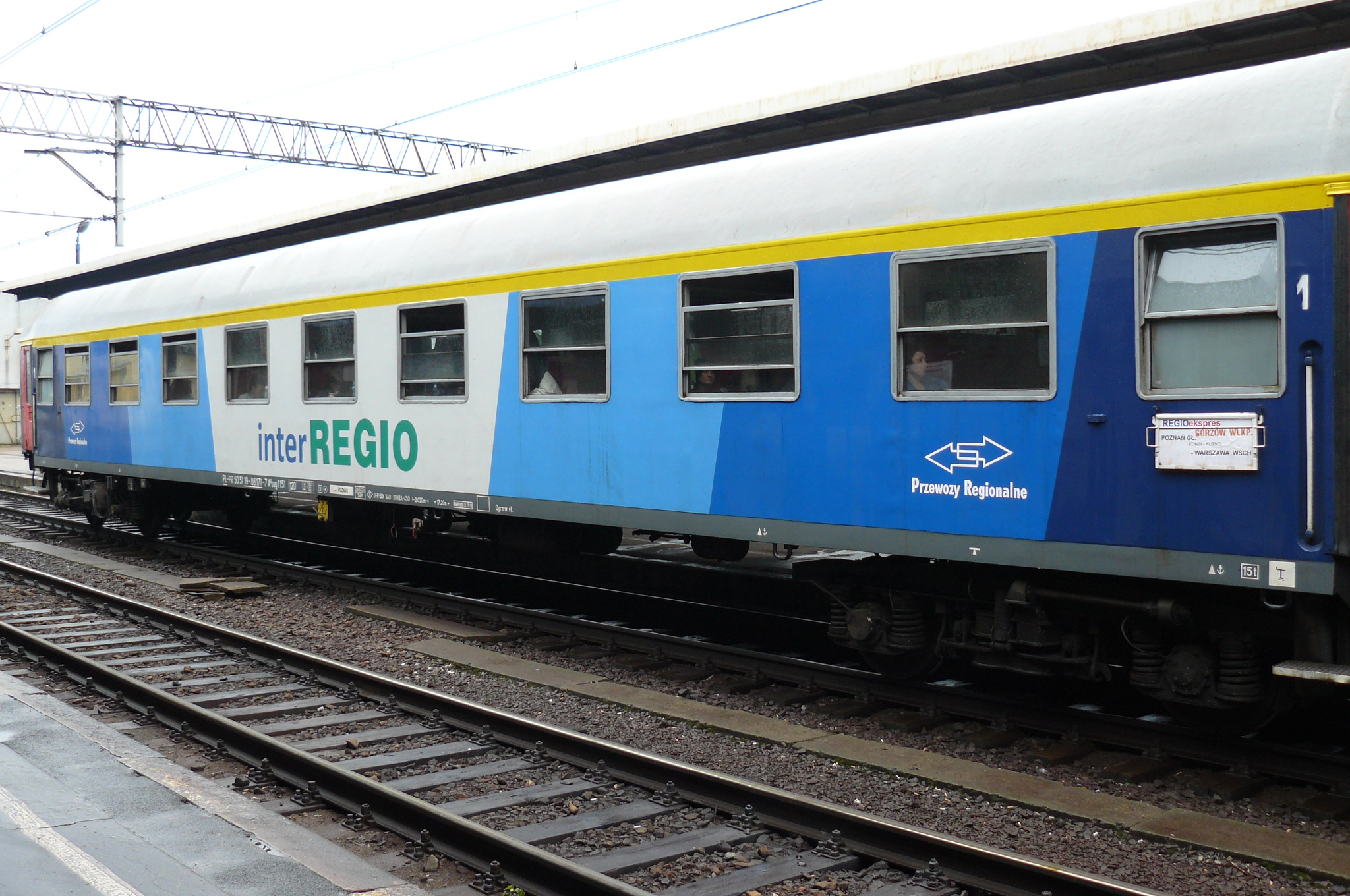
Egy InterREGIO kocsi Poznań Główny állomáson
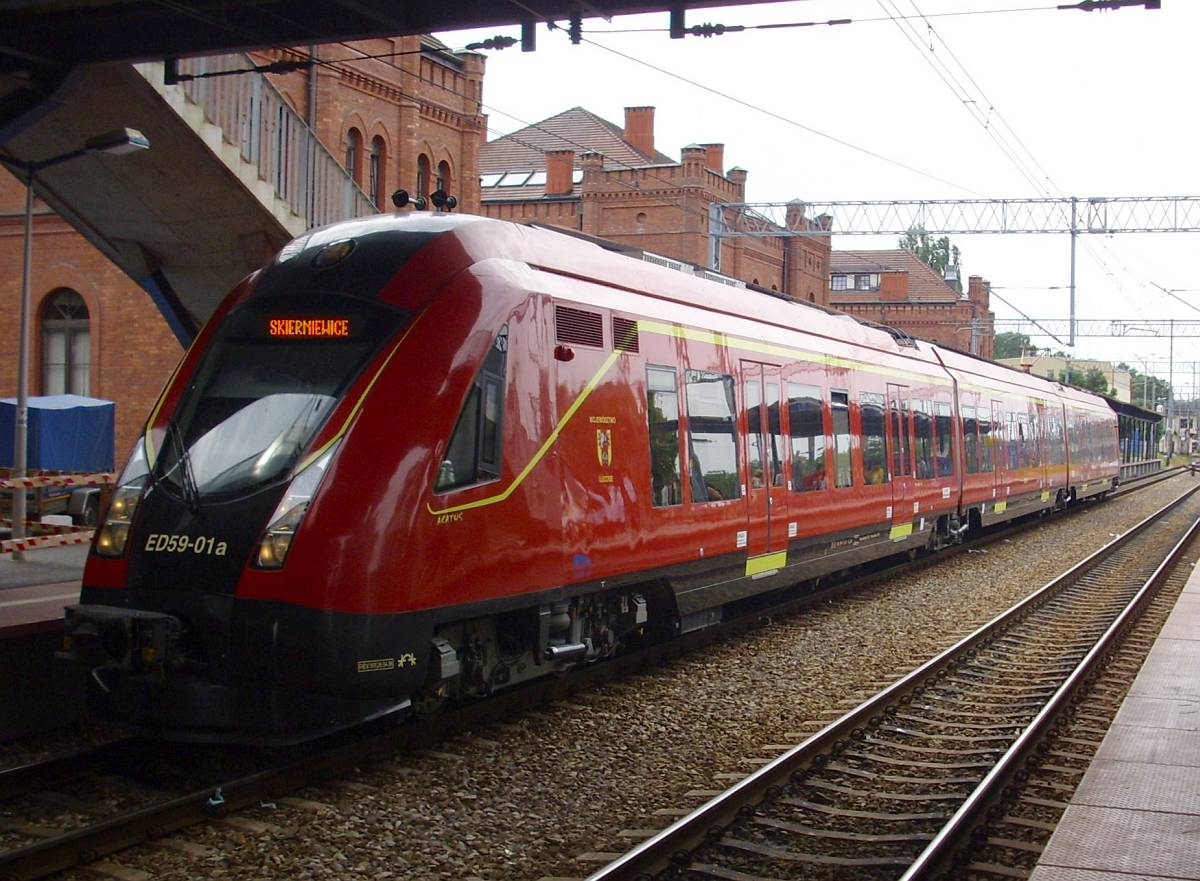
Egy ED59 motorvonat Skierniewicében
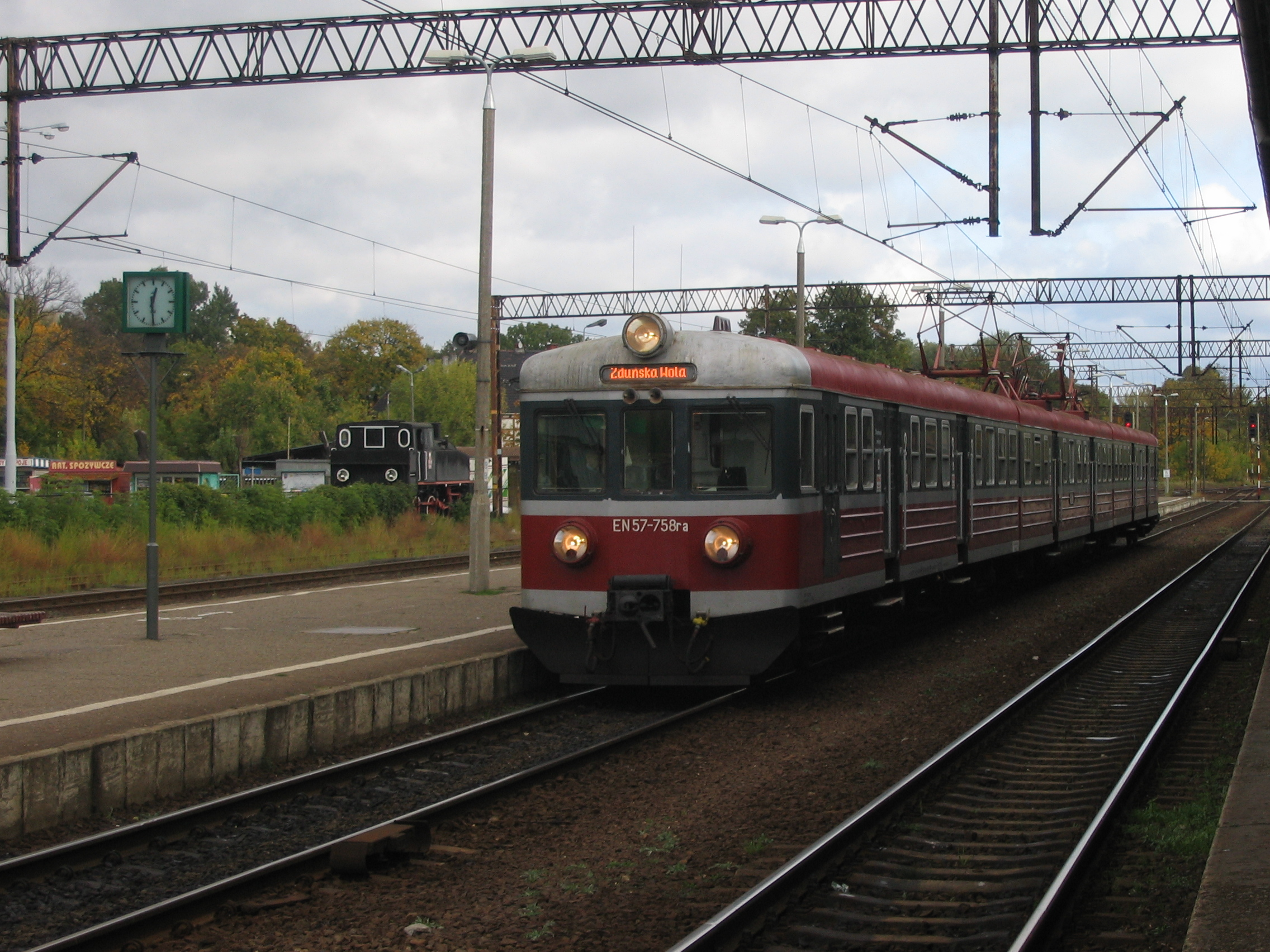
Egy régebbi típus Toruńban
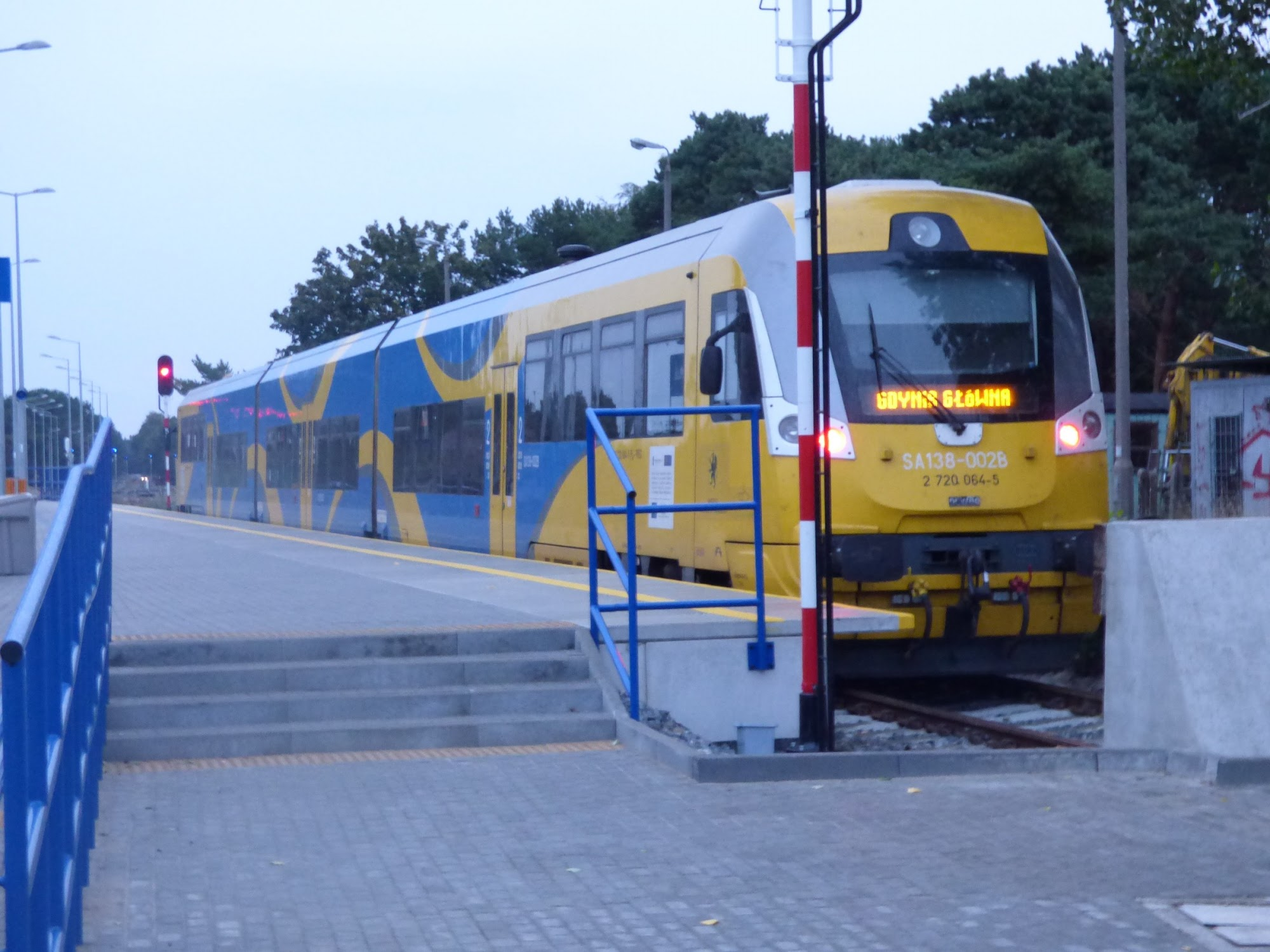
Newag 220M/221M Hel vasútállomáson

## Fordítás
Ez a szócikk részben vagy egészben  a   Przewozy Regionalne című angol Wikipédia-szócikk ezen változatának fordításán alapul.  Az eredeti cikk szerkesztőit annak laptörténete sorolja fel. Ez a jelzés csupán a megfogalmazás eredetét és a szerzői jogokat jelzi, nem szolgál a cikkben szereplő információk forrásmegjelöléseként.

## Külső hivatkozások
- Hivatalos honlap (lengyelül)